# Valeriya
Valeriya (en ruso: Валерия) es el nombre artístico de Alla Yurievna Perfilova (en ruso: Алла Юрьевна Перфилова, nacida el 17 de abril de 1968 en Atkarsk ), una cantante y modelo rusa, que recibió los títulos de Artista del Pueblo de Rusia (2013) y Artista del Pueblo de la República Moldava Pridnestroviana (2016), también ganó numerosos premios, incluyendo el Golden Gramophone (trece), Pesnya goda (trece), Muz-TV (cuatro: Mejor intérprete en 2004, 2010 y 2015, Mejor video, 2014) y MTV Russia Music Awards (dos, Mejor intérprete, 2004, Mejor canción, 2005). Ha sido miembro del Consejo de Cultura y Arte bajo la presidencia de la Federación de Rusia desde 2012.

## Biografía
Valeriya nació el 17 de abril de 1968 en una pequeña ciudad de Atkarsk en el Óblast de Sarátov, en el seno de una familia de músicos de formación clásica. Estudió piano en la única escuela de música de la ciudad donde su padre Yuri Ivanovich era director y su madre Galina Nikolaevna era maestra.  

### Carrera

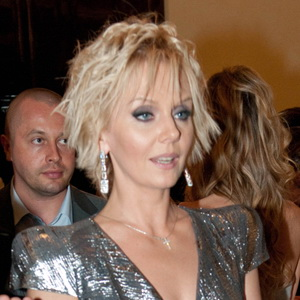
En los Ritz-Carlton Top Beauty Awards 2010

En 1985, se matriculó en el Escuela Estatal de Música Gnessin de Moscú, donde se graduó en 1990. Entre sus profesores estaban la profesora Iósif Kobzón y Gelena Velikanova. 
En 1989, grabó dos álbumes. Su primer disco en inglés, The Taiga Symphony, salió en 1991 a través de Shulgin Records. Pob Records 'so mnoi (Quédate conmigo), una colección de romances tradicionales rusos, fue lanzada por Lad Records un año después. En 1992 ganó el primer premio en un concurso nacional de televisión Morning Star. También ese año ganó el concurso internacional Bratislavskaya Lira y recibió un Premio del Público en Yurmala-92. 
En 2004, recibió los premios a la Mejor Artista Femenina de los dos principales canales nacionales de música, Muz-TV y MTV Rusia. Entre sus galardones se encuentran numerosos Golden Grammophone y un premio MTV RMA.  
En marzo de 2009, fue invitada a unirse como invitado especial en la gira "The Greatest Hits" de Simply Red en el Reino Unido. También participó en la Final Nacional de Rusia para Eurovisión 2009 con la canción "Back to Love" y luego terminó en segundo lugar detrás de "Mamo" de Anastasía Prijodko. En 2010, unió fuerzas con Avon como juez de celebridades para Avon Voices, la primera búsqueda mundial de talento de canto en línea de Avon para mujeres y competencia de composición de canciones para hombres y mujeres.  
Su álbum de estudio de 2013, Po serpantinu, presentó cuatro duetos (con Valeri Meladze, Nikolai Baskov, Alexander Buinov y, en particular, Goran Bregović). Sin embargo, la mayoría de las críticas se centraron en la canción principal rusa y "I Will Be Waiting for You", esta última incluida en la banda sonora de la comedia Polar Flight. Le siguió la compilación Lo mejor de Eto vremya lyubvi (Este es el momento del amor), que incluyó "Ty moya" (Tú eres mía), el dueto con su hija Anna Shulgina.

## Activismo
En 2008, se convirtió en un enviado de buena voluntad para la Federación de Rusia en nombre de la Organización Internacional para las Migraciones (OIM), una agencia con la que se ha asociado para combatir la trata de personas. Sus clips contra la trata han aparecido en la televisión rusa. 
Sus actividades públicas y declaraciones han provocado y aún desencadenan una respuesta mixta, a veces incluso estridente en los países vecinos (a Rusia).

## Premios

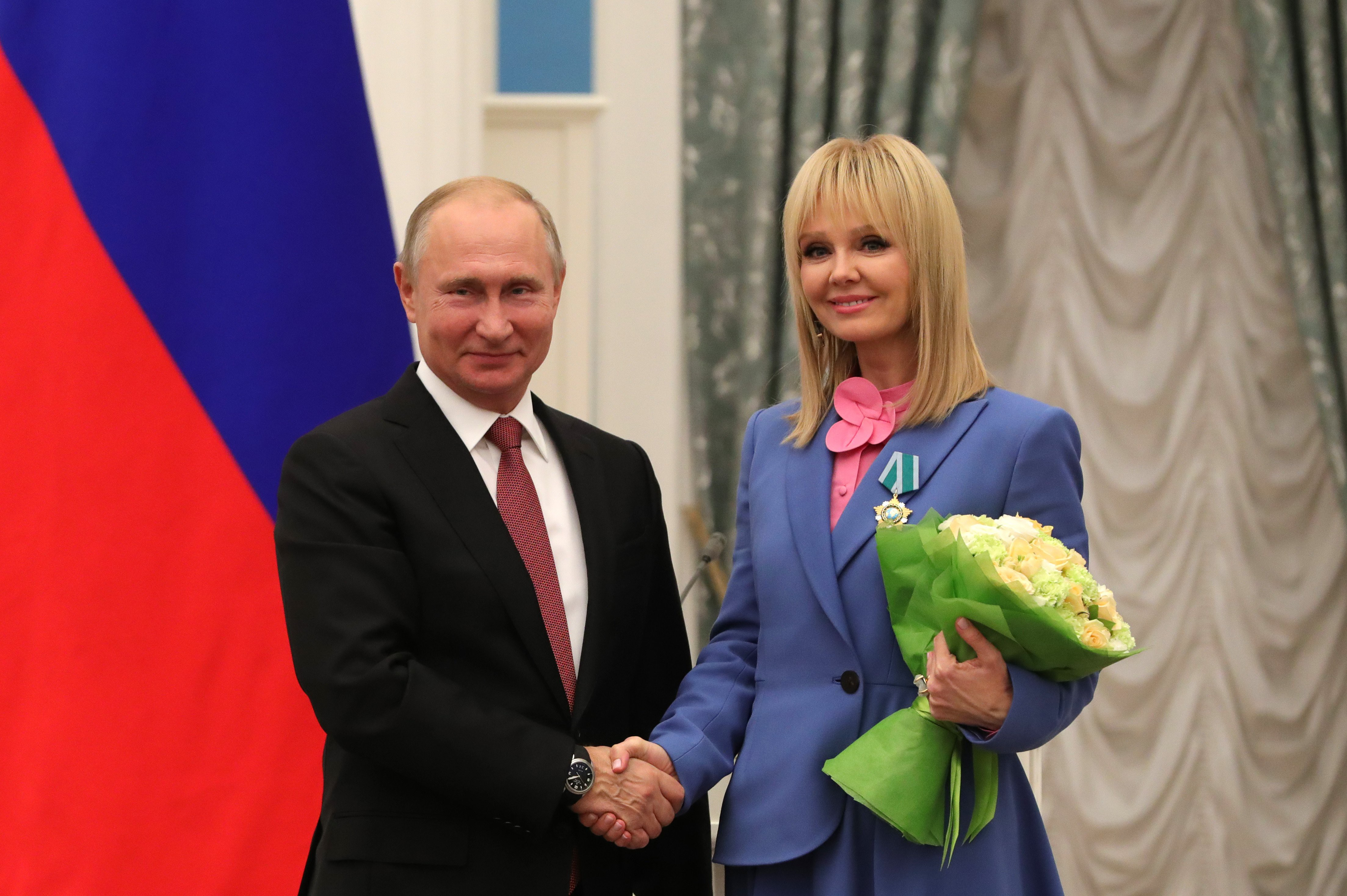
Valeriya recibe la Orden de la Amistad del presidente Putin en el Kremlin el 27 de noviembre de 2018

### Estatales
- 2003 - La Orden "Para el renacimiento de Rusia" [12]
- 2005 - El título Artista merecido de la Federación de Rusia[13]
- 2013 - El título Artista del pueblo de Rusia (2013)[14][15]
- 2018 - Orden de la amistad[16][17]

### Musicales
- 1992 — Estrella de la Mañana, concurso de televisión, ganadora
- 1992 — concurso Internacional de Bratislavskaya Lira, ganadora
- 1992 — Jurmala-92, Audience Choice Award
- 1993 — Unión de Periodistas, Persona del Año
- 1994 —Canción del Año Festival de TV
- 1995 —Canción del Año Festival de TV
- 2000 — Premio Hit-FM, "Metelitsa"
- 2000 — Canción del Año Festival de TV,
- 2000 — Gramófono Dorado premio nacional
- 2001 — Alexander Popov Profesional, Premio Nacional de Radio Favorita del Año
- 2001 — Registro - 2001,
- 2001 — Canción del Año Festival de TV,
- 2003 — 7 Días magazine Awards[18]
- 2003 — Gramófono Dorado, por "Chasiki" (Pequeño Reloj), Canción del Año
- 2003 — Canción del Año Festival de TV, con "Chasiki"
- 2003 — Gente de Negocios de 2003, concurso
- 2004 — Muz TV Awards 2004[19]
- 2004 — MTV Russia Music Awards 2004[20]
- 2004 — Registro 2004, Radio Hit del Año, "Chasiki"
- 2004 — Gramófono Dorado, "Negro y Blanco"
- 2005 — MTV Russia Music Awards, Mejor Dúo, "Triste", con Stas Piekha[21]
- 2005 — Gramófono Dorado, por "Triste"
- 2006 — "Golden Gramophone", Brillante voz de Rusia, por "Mi dulzura"
- 2007 — Récord 2007, Radio Hit del Año, por "Mi dulzura"
- 2007 — Canción del Año Festival de TV, por "Estamos Juntos"
- 2007 — Gramófono Dorado de "Estamos Juntos"
- 2007 — Premio Olimpia (de la federación de Asociación de mujeres empresarias)
- 2008 — Gramófono Dorado por "El Hombre de la Lluvia"
- 2008 —  Premio Ovación, Mejor Vocalista
- 2008 — ZD Premios, Mejor Artista, Mejor Video
- 2008 — Premio Olimpia, de la federación de Asociación de mujeres empresarias
- 2008 — Canción del Año Festival de TV, por "El Hombre de la Lluvia"
- 2009 — Premios ZD, Mejor Video
- 2009 — Gramófono Dorado de "Nadie Como Tú"
- 2009 — Canción del Año Festival de TV, Premio Klavdia Shulzhenko, Cantante del Año
- 2010 — Muz TV Awards 2010[22]
- 2010 — Premios ZD, Mejor Artista
- 2011 — Gramófono Dorado
- 2011 — Canción del Año Festival de TV, Mejor Dúo junto a Nikolai Baskov
- 2012 — Canción del Año Festival de TV, junto a Igor Krutoi
- 2012 — RU.TV, Mejor Dúo, "Mantener el Amor", con Nikolai Baskov
- 2013 — Canción del Año Festival de TV, junto a Valery Meladze
- 2014 — Muz-TV Awards 2014, Mejor Video por Do Not Lose Me junto a Valery Meladze[23]
- 2014 — Gramófono Dorado por "Miedo al Amor"
- 2014 — Canción del Año Festival de TV, con "Tiempo para Amar"
- 2014 — Estrellas de la Carretera de Radio
- 2015 — Muz-TV Awards 2015, Mejor Artista de la década[24]
- 2015 —Muz-TV Awards 2015, Mejor Dúo, por "Tú eres Mía" con Anna Shulgina
- 2015 — MUSICBOX-2015, Mejor Dúo, por "Tú eres Mía" con Anna Shulgina
- 2015 — Premio Nacional de Música, por "I've Let You Go"
- 2015 — Gramófono Dorado Jubileo, por "Riga-Moscú"
- 2015 — RU.TV, Mejor Pista de Baile por "Este es el Tiempo del Amor"
- 2015 — Canción del Año Festival de TV
- 2016 — Estrellas de la Carretera de Radio
- 2016 — Canción del Año Festival de TV
- 2016 — Premios Moda de Verano
- 2016 — Premios de Moda, Artista del Año
- 2016 — MUSICBOX-2017, Mejor Dúo, junto a Kristina Orbakaitė
- 2016 — Canción del Año, por "Él y Ella", con Alexey Glyzin
- 2018 — Premio de la Música Zhara, Colaboración del Año", Chasiki" con Egor Kreed